# Harttia
Harttia es un género de peces gato perteneciente a la familia Loricariidae. Las especies del género se encuentran en Sudamérica. Hasta 1997 se consideraba que Harttia era un taxón  monofilético. Sin embargo, necesita revisión. Por ejemplo, el sinónimo de Cteniloricaria con Harttia era dudoso porque descansaba solamente en las características de Harttia fowleri sin considerar las especies típicas de Cteniloricaria.
Harttia exhibe una diversidad cariotípica considerable, con un número cromosómico entre 2n=52 y 2n=58 en las cuatro especies caracterizadas.
La distribución de las especies de Harttia incluyen primariamente los ríos del Escudo guayanés, las costas ribereñas en el noreste de Brasil y la cuenca del río Amazonas. La mayor diversidad de Harttia ocurre en la región del escudo brasileño precámbrico. Solo H. platystoma y H. merevari provienen de Venezuela.

## Especies
En este género se han reconocido las siguientes 23 especies:
- Harttia absaberi Oyakawa, Fichberg & Langeani, 2013[5]
- Harttia carvalhoi P. Miranda-Ribeiro, 1939
- Harttia depressa Rapp Py-Daniel & E. C. de Oliveira, 2001
- Harttia dissidens Rapp Py-Daniel & E. C. de Oliveira, 2001
- Harttia duriventris Rapp Py-Daniel & E. C. de Oliveira, 2001
- Harttia fluminensis Covain & Fisch-Muller, 2012[6]
- Harttia fowleri (Pellegrin, 1908)
- Harttia garavelloi Oyakawa, 1993
- Harttia gracilis Oyakawa, 1993
- Harttia guianensis Rapp Py-Daniel & E. C. de Oliveira, 2001
- Harttia kronei A. Miranda-Ribeiro, 1908
- Harttia leiopleura Oyakawa, 1993
- Harttia longipinna Langeani, Oyakawa & Montoya-Burgos, 2001
- Harttia loricariformis Steindachner, 1877
- Harttia merevari Provenzano, Machado-Allison, Chernoff, Willink & Petry, 2005
- Harttia novalimensis Oyakawa, 1993
- Harttia punctata Rapp Py-Daniel & E. C. de Oliveira, 2001
- Harttia rhombocephala P. Miranda-Ribeiro, 1939
- Harttia surinamensis Boeseman, 1971
- Harttia torrenticola Oyakawa, 1993
- Harttia trombetensis Rapp Py-Daniel & E. C. de Oliveira, 2001
- Harttia tuna Covain & Fisch-Muller, 2012[6]
- Harttia uatumensis Rapp Py-Daniel & E. C. de Oliveira, 2001